# Jeje Odongo
Haji Abubaker Jeje Odongo (Amuria, Uganda; 9 de julio de 1951) es un alto oficial militar y político ugandés. En junio de 2021, fue nombrado ministro de Asuntos Exteriores del gabinete de Uganda. Anteriormente se desempeñó como ministro de Asuntos Internos de 2016 a 2022 y como ministro de Estado de Defensa de febrero de 2009 a junio de 2016.

## Biografía
Jeje Odongo nació en 1951 en el distrito de Amuria, en la subregión de Teso (anteriormente conocida como Distrito de Teso), en la Región Oriental de Uganda. Asistió a la escuela secundaria en la Ngora High School. En 1979, ingresó en el ejército de Uganda. Es uno de los veintisiete combatientes originales, junto con el actual presidente Yoweri Museveni, que atacaron el cuartel militar de Kabamba en febrero de 1981 lo que supuso el inicio de la Guerra civil ugandesa, una guerra de guerrillas que duró desde febrero de 1981 hasta abril de 1986. Jeje Odongo fue capturado poco después del primer operativo del Ejército de Resistencia Nacional (NRA, National Resistance Army) y encarcelado en la Cárcel de Máxima Seguridad de Luzira.
En 1994, fue uno de los diez oficiales del ejército que representaron a las fuerzas armadas de Uganda en la Asamblea Constituyente que redactó la Constitución de Uganda de 1995. En 1996, fue seleccionado para reemplazar al coronel Sserwanga Lwanga como comisario político en las Fuerzas de Defensa del Pueblo de Uganda (UPDF). También en 1996, disputó el escaño parlamentario del Distrito de Amuria en el Parlamento de Uganda. Ganó y fue nombrado ministro de Defensa poco después de ingresar al parlamento.
En 1998, renunció a su escaño parlamentario y a su puesto en el gabinete y fue nombrado comandante del Ejército, reemplazando al mayor general Mugisha Muntu. Se desempeñó como comandante del ejército hasta 2001, cuando fue reemplazado por el mayor general James Kazini. En 2001 fue nombrado ministro sin cartera, cargo que ocupó hasta 2004, cuando, ya con el grado de teniente general, fue nombrado ministro de Estado de Medio Ambiente.
Entre 2001 y 2006, fue uno de los diez oficiales superiores de las UPDF que representaron al ejército ugandés en el 8.º Parlamento de Uganda. En mayo de 2008, se graduó con una Maestría en Relaciones Internacionales y Diplomacia en la Universidad de Nkumba. El 16 de febrero de 2009 fue ascendido a general y nombrado Ministro de Estado de Defensa. Después de siete años en ese cargo, fue nombrado ministro del Interior en la lista de gabinete anunciada el 6 de junio de 2016. El 21 de junio de 2021, asumió el puesto de Ministro de Asuntos Exteriores del gabinete de Uganda.
El 18 de febrero de 2023, en el marco de la 36.ª Cumbre Ordinaria de jefes de Estado y de Gobierno de la Unión Africana en Adís Abeba (Etiopía), criticó las presiones de la Unión Europea para que los países africanos rompieran relaciones con Rusia:

Fuimos colonizados y perdonamos a los que nos colonizaron. Ahora los colonizadores nos piden que seamos enemigos de Rusia, que nunca nos colonizó; ¿es eso justo? No lo es, así que para nosotros, sus enemigos son sus enemigos, nuestros amigos son nuestros amigos. Debe haber exclusión, no debe haber una interferencia en ese asunto.